# Ти Є
«Ти Є» — четвертий альбом українського поп–панк гурту O.Torvald, що вийшов в 2014 році. Саундпродюсером альбому виступив фронтмен гурту Бумбокс Андрій Хливнюк. 4 грудня 2014 року гурт випустив кліп на заголовну пісню «Все спочатку».

## Історія
Лідер гурту Євген Галич про створення альбому:

Для всього гурту цей альбом був експериментом. Ми прийшли на студію «Бобіна» — у нас не було жодної готової пісні. Ми грали на студії, розвивали уривки фраз, ганяли рифи по колу, і одразу записували те, що вийшло. Ми приїжджали на репетиційну базу, репетирували з 11.00 до 13.00 і відразу їхали на студію, де нас чекав Андрій Хливнюк. Андрій різав те, що ми робили. Втручався в тексти, в аранжування — прийняти це було непросто. В результаті Андрій почув нас, ми — його, і мені дуже подобається те, що вийшло. На студії ми до ночі писалися. Репетиція-студія-дім-сон. І так по колу. Чотири місяці. Первісна концепція альбому до кінця запису змінилася кардинально. І мені це дуже подобається.
— З інтерв'ю Євгена Галича сайту LiRoom
Критики зауважують, що новий альбом O.Torvald є межею, що відділяє гурт від минулих релізів. «Ти є» став дорослішим. Від оголтілого поп–панку гурт перейшов до чоловічого экзистенціального року, що допоможе йому залучити нових слухачів, а також повернути тих, що відвернулись.

## Список композицій
До альбому увійшло 13 композицій, серед яких спільний кавер O.Torvald і гурту Бумбокс на пісню Ляпіса трубецкого — «Сочи»
| #   | Назва                                                         | Тривалість |
| --- | ------------------------------------------------------------- | ---------- |
| 1.  | «Intro»                                                       | 2:20       |
| 2.  | «Все з початку»                                               | 3:10       |
| 3.  | «Ти є»                                                        | 3:39       |
| 4.  | «Крик»                                                        | 3:34       |
| 5.  | «Пошло о любви»                                               | 3:27       |
| 6.  | «Сніг»                                                        | 3:17       |
| 7.  | «Сочи (Ляпис Трубецкой cover)» (feat. Андрій Хливнюк Бумбокс) | 4:30       |
| 8.  | «До 6:00»                                                     | 3:28       |
| 9.  | «Там де я»                                                    | 3:53       |
| 10. | «Оставь меня»                                                 | 3:29       |
| 11. | «Мовчи»                                                       | 3:38       |
| 12. | «Это всё»                                                     | 4:13       |
| 13. | «Outro»                                                       | 2:37       |

## Видеокліпи
- «Все з початку» (4 грудня 2014)
- В своєму інтерв'ю на «Просто-радіо» 12 грудня 2014 року Євген Галич розповів, що гурт планує випуск кліпу на пісню «Крик» на початку 2015 року.
- «Там де я» (2 лютого 2015)

## Учасники запису
- Женя Галич — вокал, ритм-гітара
- Денис Мизюк — соло-гітара, бек-вокал, вокал (трек 6)
- Микола «Полярник» Райда — dj, клавішні
- Олександр Солоха — ударні
- Микита Васильев — бас-гітара, бек-вокал, вокал (трек 6)
- Андрій Хливнюк — продюсовання
- Дмитро Хомулко — звукооператор